# Dan Shechtman

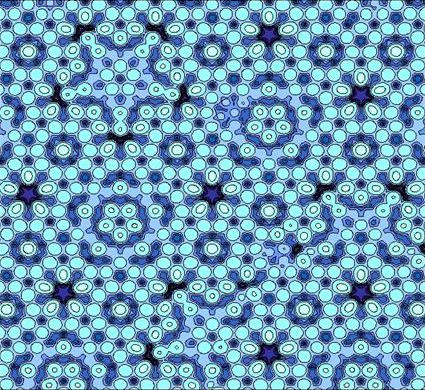
Modèle atomique de l'alliage Ag-Al quasi-cristallin.

Dan Shechtman (דן שכטמן en hébreu), né le 24 janvier 1941 à Tel Aviv, est un scientifique israélien, prix Nobel de chimie 2011 pour sa découverte des quasi-cristaux.

## Biographie

### Carrière scientifique
Le matin du 8 avril 1982, Dan Shechtman, alors chercheur invité pour deux ans au National Bureau of Standards (NBS actuellement National Institute of Standards and Technology, NIST), découvre un alliage métallique dans lequel « les atomes étaient assemblés dans un modèle qui ne pouvait pas être répété », contrairement aux lois jusqu'alors admises de la nature. Cette découverte appelée quasi-cristaux correspond « aux fascinantes mosaïques du monde arabe reproduites au niveau des atomes : une forme régulière qui ne se répète jamais ». Sa découverte n'est pas tout de suite admise par ses collègues. Elle est « incomprise et combattue pendant plus de deux ans. » De retour à Haifa, il élabore un premier modèle de verre icosahédrique avec son collègue Ilan Blech mais n'arrive pas à le faire publier. 
En 1984, de retour au NBS, son travail attire l'attention de John Cahn. En compagnie de Denis Gratias (actuellement chercheur au LEM/ONERA), ils s'assurent de la possibilité de l'existence d'une structure non périodique mais présentant un ordre à longue distance. Avec Ilan Blech, ils rédigent l'article fondateur de la découverte des quasi-cristaux en se concentrant sur les faits expérimentaux. Outre ces quatre auteurs, l'article cite la contribution de Frank Biancaniello (pour la préparation de l'alliage) et Camden R. Hubbard (pour les expériences de diffraction X).
Depuis cette date, de très nombreuses études s'engagent pour mieux comprendre la structure des quasi-cristaux ainsi que leurs propriétés. En 1987, des chercheurs français et japonais confirment sa découverte et, en 2009, des quasi-cristaux d'icosahédrite sont même découverts dans une météorite tombée en Russie.
Dan Shechtman est professeur émérite au Technion, l'Institut de technologie d'Israël à Haïfa.

### Candidature à la présidence de l'État d'Israël
Le 17 janvier 2014, lors d'un entretien accordé à la chaîne Aroutz 1, Dan Shechtman indique qu'il souhaite être candidat à la présidence de l'État d'Israël pour briguer la succession de Shimon Peres. Sa candidature est finalement admise puisque étant conforme aux conditions requises par la Knesset. 
Le 10 juin suivant, jour de l'élection, en dépit de son prestige et d'un soutien relatif de l'opinion publique à sa candidature, le scientifique ne reçoit cependant qu'une seule voix à l'issue du premier tour ; c'est le plus faible résultat recueilli par un candidat à la magistrature suprême de l'État hébreu.

## Publications majeures
- [Shechtman et al. 1984] (en) Dan Shechtman, Ilan Blech, Denis Gratias et John Werner Cahn, « Metallic, Phase with Long-Range Orientational Order and No Translational Symmetry », Physical Review Letters, vol. 53, no 20,‎ 12 novembre 1984, p. 1951-1953 (DOI 10.1103/PhysRevLett.53.1951, lire en ligne [sur researchgate.net], consulté en juin 2021). (Travaux récompensés par le prix Nobel).
- (en) D. Shechtman, I. Blech : The microstructure of rapidly solidified Al6Mn. In Metallurgical Transactions. Band 16A, 1985, p. 1005–1012, DOI 10.1007/BF02811670
- (en) D. Shechtman : Twin-determined growth of diamond films. In Materials Science and Engineering. Band A184, 1994, p. 113–118, DOI 10.1016/0921-5093(94)91025-1.
- (en) D. van Heerden, E. Zolotoyabko, D. Shechtman : Microstructure and strain in electrodeposited Cu/Ni multilayers. In Journal of Materials Research. Band 11, no 11, 1996, p. 2825–2833, DOI 10.1557/JMR.1996.0357.
- (en) I. Goldfarb, E. Zolotoyabko, A. Berner, D. Shechtman : Novel sample preparation technique for the study of multicomponent phase diagrams. In Materials Letters. Band 21, 1994, p. 149–154, DOI 10.1016/0167-577X(94)90209-7.
- (en) D. Josell, D. Shechtman, D. van Heerden : fcc Titanium in Ti/Ni Multilayers. In Materials Letters. Band 22, 1995, p. 275–279, DOI 10.1016/0167-577X(94)90039-6.

## Récompenses
- 2011 : prix Nobel de chimie pour « la découverte des quasi-cristaux ».
- 2008 : prix du 25e anniversaire de l'European Materials Research Society (E-MRS).
- 2002 : prix EMET en chimie.
- 2000 : Muriel & David Jacknow Technion Award pour l'Excellence en Éducation.
- 2000 : prix Gregori-Aminoff de l'Académie royale des sciences de Suède.
- 1999 : prix Wolf de physique[7].
- 1998 : prix Israël en physique[8].
- 1993 : prix Weizmann Science.
- 1990 : Rothschild Prize en ingénierie.
- 1988 : New England Academic Award du Technion de Haïfa.
- 1988 : prix international pour les nouveaux matériaux de la Société américaine de physique.
- 1986 : Physics Award du Friedenberg Fund for the Advancement of Science and Education.